# Liste der Statthalter Raetiens
Die Liste der Statthalter der römischen Provinz Raetien lässt sich aufgrund von Inschriften und Erwähnungen in der antiken Literatur rekonstruieren. Sie enthält alle bisher bekannten Statthalter der Provinz.
Die Provinz Raetia wurde zu Beginn von einem Präsidialprokurator verwaltet, der auch Leiter des raetischen Heeres war. Das Oberkommando des Raetischen Heeres hatte seinen Sitz in Augusta Vindelicum (Augsburg). Die Stadt hat sich nach der spätestens im Jahr 16 n. Chr. erfolgten Aufgabe eines frühen Legionslagers am selben Platz entwickelt. Auch nach der von Kaiser Diokletian (284–305) angestoßenen Verwaltungsreform, die eine Teilung Raetiens mit sich brachte, blieb Augsburg Verwaltungssitz der Provinz Raetia secunda und Sitz der Heeresverwaltung beider raetischer Teilgebiete, die – wie die Notitia dignitatum informiert – dem Dux provinciae Raetiae primae et secundae unterstanden.
Folgende Oberkommandierende sind namentlich von Militärdiplomen und weiteren Inschriften her bekannt. In Klammern steht das nachweislich bekannte Jahr oder der Zeitraum ihrer Nennung als raetische Prokuratoren beziehungsweise Prätoren:
- Porcius Septiminus (69 n. Chr.)
- Gaius Saturius (77 bis 80 n. Chr.)
- Titus Flavius Norbanus (86 n. Chr.)[3]
- C. Velius Rufus (um 96 n. Chr.)
- Tiberius Iulius Aquilinus (107 n. Chr.)[4]
- Lucius Cornelius Latinianus (Vater) (113 bis 116 n. Chr.)
- Quintus Baienus Blassianus (um 123)
- Marcus Sempronius Liberalis (139 bis 140)
- C. Iulius Rufus (um 147)
- Ulpius Victor (153)
- Titus Varius Clemens (156/157 n. Chr.)[5]
- L. Titulenus (unter Antoninus Pius)
- Sextus Baius Pudens (ab 162/163 n. Chr.)
- T. Desticius Severus (166 n. Chr.)[6]
- C. Vettius Sabinianus Iulius Hospes (um 166)

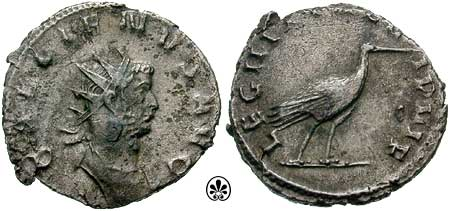
Antoninian des Gallienus, geprägt um 260. Auf dem Revers die Abbildung eines Storches, des Wappentiers der Leg(io) III Ital(ica) P(ia) F(idelis)

- Caerellius Priscus (nach 173)

Seit 179 n. Chr. war der Befehlshaber der Regensburger Legio III Italica, ein Legatus legionis aus dem Senatorenstand, in Personalunion auch Statthalter der Provinz Raetien. Seine Amtsbezeichnung lautete Legatus Augusti pro praetore provinciae Raetiae. In der Regel blieb er ein bis zwei Jahre in dieser Funktion tätig. Neben Augsburg wird sich der Legat auch oft im Stammlager der Legion aufgehalten haben.
- Marcus Helvius Clemens Dextrianus (179 bis ca. 181 n. Chr.)[8]
- Quintus Spicius Cerialis (ca. 181 bis ca. 184 n. Chr.)[9]
- C. Caerellius Sabinus (ab ca. 184 n. Chr.)[10]
- App. Claudius Lateranus (vor 190)
- P. Porcius Optatus Flamma (um 197)
- Gaius Iulius Avitus Alexianus (196/197) (Gemahl der Julia Maesa, er errichtete einen Altar in Augusta Vindelicum)
- A. Terentius Pudens Uttedianus (zwischen 198 und 211)
- Gaius Octavius Appius Suetrius Sabinus (213, Amtszeit 3 Monate)
- […] Dionysius (unter Elagabal)

Über die Kommandostrukturen und die militärische und zivile Verwaltung in Raetien während der spätrömischen Herrschaftszeit liegen kaum gesicherte Dokumente und Nachrichten vor.
- Aurelius Mucianus (Ende 3./Anfang 4. Jh.)
- Valerius Venustus (Ende 3./Anfang 4. Jh.)